# Rene Rinnekangas
Rene Rinnekangas (Iisalmi, 25 de septiembre de 1999) es un deportista finlandés que compite en snowboard.
Ganó una medalla de bronce en el Campeonato Mundial de Snowboard de 2021, en la prueba de slopestyle. Adicionalmente, consiguió tres medallas en los X Games de Invierno.

## Medallero internacional
| Campeonato Mundial | Campeonato Mundial     | Campeonato Mundial | Campeonato Mundial |
| Año                | Lugar                  | Medalla            | Prueba             |
| ------------------ | ---------------------- | ------------------ | ------------------ |
| 2021               | Aspen (Estados Unidos) | Medalla de bronce  | Slopestyle         |

| X Games de Invierno | X Games de Invierno    | X Games de Invierno | X Games de Invierno |
| Año                 | Lugar                  | Medalla             | Prueba              |
| ------------------- | ---------------------- | ------------------- | ------------------- |
| 2019                | Bærum (Noruega)        | Medalla de plata    | Slopestyle          |
| 2021                | Aspen (Estados Unidos) | Medalla de bronce   | Slopestyle          |
| 2022                | Aspen (Estados Unidos) | Medalla de bronce   | Big air             |